# Sandrine Sarroche
Sandrine Sarroche, née le 17 septembre 1969 à Toulon (Var) est une humoriste, « performeuse » de one-woman-shows, chroniqueuse à la radio, à la télévision, chansonnière et actrice française. Elle a joué au théâtre, dans des séries télévisées et au cinéma.

## Biographie
Dans son enfance, Sandrine Sarroche suit des cours de piano, de chant et de théâtre au Conservatoire de Toulon.
Elle s'oriente vers des études en hypokhâgne puis de droit et obtient un diplôme d'avocat. Elle commence une carrière de juriste à la Commission nationale de l'informatique et des libertés (CNIL), à laquelle elle met un terme en 2000 pour se consacrer à la scène.
Elle crée plusieurs one-woman-shows (JE suis Ségolène en 2007, Nos amis les pipoles en 2009), ponctués de spectacles privés pour diverses entreprises.
En 2017, elle joue au Petit Palais des Glaces La Loi du talon, mis en scène par Stéphane Guérin et Cyrille Thouvenin et produit par François Robin.
Son dernier spectacle, commencé en septembre 2019, toujours au format one-woman-show, intitulé Sandrine Sarroche, est mis en scène par Éric Théobald.
En dehors de la scène, elle prend la suite de Tanguy Pastureau dans l'émission Zemmour et Naulleau sur Paris Première, à partir d'octobre 2017, où elle tient la chronique humoristique La Super Semaine de Sandrine Sarroche. En septembre 2019, elle rejoint l'équipe de Stéphane Bern pour son émission radio sur RTL À la bonne heure avec la chronique Balance ton portrait.
En septembre 2021, elle rejoint l'équipe de Touche pas à mon poste pour une chronique hebdomadaire, cependant elle quitte l'émission après huit apparitions, se sentant en décalage avec la ligne de TPMP,.
À partir de septembre 2022, elle occupe le poste d'humoriste de la chronique RTL Sans filtre, chaque vendredi dans RTL Matin. La rubrique est supprimée après une saison,. En parallèle, depuis 2022, elle tient une rubrique appelée "La chronique enchantée" dans l'émission C à vous sur France 5, où elle traite de l'actualité et de la vie des invités de l'émission, sur des airs musicaux connus. 
Sandrine Sarroche est membre de l'Académie Alphonse-Allais depuis 2020.
A la rentrée 2024, elle tient une chronique humour deux fois par semaine dans le nouveau jeu de France Bleu "Au Taquet !" animé par Valérie Damidot et Eric Bastien.
Elle incarne Antonio dans "Les Brigands" d'Offenbach à l'Opéra Garnier dans une mise en scène déjantée signée Barrie Kosky.

### Vie privée
Sandrine Sarroche est mariée depuis 1999. Elle est mère d'un garçon, né en 2004.

## Spectacles
- 2019 : Sandrine Sarroche
- 2017 : La Loi du talon
- 2013 : Il en faut peu pour être heureux
- 2014:  festival d'Avignon en juillet avec (Théâtre le Capitole)
- 2009 : Nos amis les pipoles
- 2007 : JE suis Ségolène

## Radio
- De 2019 à juin 2020: chronique Balance ton portrait, dans l'émission À la bonne heure de Stéphane Bern sur RTL.
- Septembre 2022 à juin 2023: chronique RTL Sans Filtre dans l'émission RTL Matin d'Yves Calvi et Amandine Bégot sur RTL.

## Émissions de télévision
- Depuis 2017 : chronique La Super Semaine de Sandrine Sarroche dans l'émission Zemmour et Naulleau, sur Paris Première.
- Septembre/Octobre 2021 : chronique hebdomadaire dans l’émission Touche pas à mon poste, sur C8[16].
- Depuis 2022 : chronique La chronique enchantée de Sandrine Sarroche dans l'émission C à vous, sur France 5.

## Filmographie
- 2018 : 100 kilos d'étoiles
- 2012 : Harry
- 2011 : Sois riche et tais toi (six épisodes)